# جورج گراهام وست
جورج گراهام وست (به انگلیسی: George Graham Vest) سناتور سابق عضو حزب دموکرات ایالات متحده آمریکا بود. وی در سال ۱۸۷۹ تا ۱۹۰۳ میلادی سناتور ایالت میزوری در سنای ایالات متحده آمریکا بود.